# Schreve
Schreve is de benaming die in Vlaanderen, in het bijzonder in West-Vlaanderen, wordt gegeven aan de staatsgrens tussen België en Frankrijk die dwars door de Westhoek loopt en deze streek in tweeën deelt. 
De benaming schreve komt uit het West-Vlaamse dialect en betekent letterlijk "een kras". Hier staat het voor een willekeurig getrokken grens. In het Nederlands kent men het woord vooral van de uitdrukking "over de schreef gaan": een vastgestelde grens overschrijden. Schreef(je) is in het Nederlands een synoniem voor streep(je), zoals blijkt uit de uitdrukking "een schreefje voor hebben", een minder bekende variant van "een streepje voor hebben". Men gebruikt het woord schreef bijvoorbeeld om een streep op de grond bij spelen met centen, noten of knikkers mee aan te geven. De voorwerpen moeten in het spel zo dicht mogelijk bij de schreef worden geworpen, maar de voorwerpen die over de schreef gaan, zijn verloren. 
De Westhoek is een grensoverschrijdende regio die het meest westelijke deel van West-Vlaanderen en een gebied in het uiterste noorden van Frankrijk aan de andere kant van de grens omvat (de Franse Westhoek). Dit laatste gebied maakt deel uit van Frans-Vlaanderen, het Franse deel van het voormalige graafschap Vlaanderen. De huidige staatsgrens die door de Westhoek loopt, is ontstaan in de zeventiende eeuw toen koning Lodewijk XIV van Frankrijk het huidige Frans-Vlaanderen veroverde op de (Zuidelijke) Nederlanden. Het Nederlands taal- en cultuurgebied strekte zich echter uit tot over de nieuwe staatsgrens, waardoor deze grens als erg kunstmatig werd aangevoeld. Om dit te benadrukken is men gaan spreken van de schreve, een benaming die ook vandaag nog algemeen is in de Westhoek.